# Пам'ятники Жмеринки
Пам'ятники Жмеринки — об'єкти монументального мистецтва, встановлені у різні роки, що розташовані на території міста Жмеринка Вінницької області.

## Перелік пам'ятників
| Назва                                                                                        | Дата встановлення               | Розташування                                                    | Фото | Короткі відомості |
| Братська могила 10 тисяч радянських військовополонених, розстріляних фашистами               |                                 | На вулиці Декабристів навпроти районної лікарні                 |      | Братська могила, де покояться 10 тисяч військовополонених, розстріляних у роки Другої світової війни (роки окупації та квітень-березень 1944 року) |
| Братська могила № 142 воїнів, загиблих при звільненні міста у роки Другої світової війни     |                                 | На міському кладовищі, вул. Одеська                             |      | Братська могила, де покояться 101 боєць. Відомі імена 72-х. |
| Братська могила № 712 воїнів, загиблих під час звільнення міста у роки Другої світової війни |                                 | Сквер, вул. Київська                                            |      | Братська могила, де покояться 712 бійців. Відомі імена 329-тьох. |
| Пам'ятник воїнам-визволителям                                                                | травень 1977 року               | При вході до міського парку культури та відпочинку ім. Горького |      | Танк Т-34 та стела. |
| Пам'ятник воїнам-жмеринцям, загиблих на фронтах у роки Другої світової війни                 |                                 | При вході до міського парку культури та відпочинку ім. Горького |      | Пам'ятник воїнам-жмеринцям, загиблих на фронтах у роки Другої світової війни. |
| Пам'ятник воїнам Жмеринщини, що загинули в Афганістані                                       |                                 | При вході до міського парку культури та відпочинку ім. Горького |      | Пам'ятник воїнам Жмеринщини, що загинули в Афганістані. |
| Пам'ятник загиблим 50-ти воїнам-заводчанам у роки Другої світової війни                      |                                 | На території Жмеринського локомотивного депо                    |      | Пам'ятник загиблим 50-ти воїнам-заводчанам у роки Другої світової війни. |
| Пам'ятник воїнам загиблим у роки Другої світової війни                                       |                                 | На території Жмеринського вагоноремонтного заводу               |      | Пам'ятник воїнам загиблим у роки Другої світової війни. |
| Пам'ятник на честь воїнів-автомобілістів 151-ї стрілецької дивізії, загиблих у 1941-1945 рр  |                                 | На вулиці Визволення.                                           |      | |
| Пам'ятник на честь друзів-Шекінців                                                           |                                 | На Шекінській вулиці.                                           |      | Партнерські відносини встановлені за часів УРСР тривали до утворення незалежної України, немає жодної інформації про продовження співпраці між містами, в тому числі на сайті Жмеринської міської ради. Також на офіційному сайті мерії Шекі також не вказано, що Жмеринка є містом-побратимом.Шекі не надавало жодної підтримки Жмеринці. |
| Пам'ятник на честь увіковічення трудового подвигу залізничників                              |                                 | На території Жмеринського локомотивного депо                    |      | |
| Пам'ятник футболістам                                                                        |                                 | На території стадіону «Локомотив»                               |      | |
| Пам'ятник Пегасу                                                                             |                                 | На площі перед Жмеринською районною радою                       |      | Пегас є одним з символів міста, який зображений як на прапорі так і на гербі міста. |
| Пам'ятник постраждалим та загиблим під час Чорнобильської трагедії                           |                                 | При вході до міського парку культури та відпочинку ім. Горького |      | Пам'ятник постраждалим та загиблим під час Чорнобильської трагедії. |
| Пам'ятник Володимиру Леніну                                                                  |                                 | На території Жмеринського вагоноремонтного заводу               |      | Пам'ятник радянському партфункціонеру, революціонеру Володимиру Леніну. |
| Пам'ятник Тарасу Шевченку                                                                    |                                 | Площа Миру у центрі міста                                       |      | Пам'ятник українському письменнику Тарасу Шевченку. |
| Пам'ятник Остапу Бендеру                                                                     | 2001 — листопад 2011 року; 2019 | На Привокзальній площі                                          |      | Пам'ятник головному герою кількох творів Іллі Ільфа та Євгена Петрова Остапу Бендеру. Демонтований у 2011 році, повернутий на прохання громади міста у 2019. Скульптор Микола Крижанівський. |

## Колишні пам'ятники
| Назва                        | Дата встановлення | Дата знесення  | Розташування                                                    | Фото | Короткі відомості |
| Пам'ятник Володимиру Леніну  |                   | 22 лютого 2014 | Четверта платформа залізничної станції «Жмеринка»               |      | Пам'ятник радянському партфункціонеру, революціонеру Володимиру Леніну.                                                                           |
| Погруддя Володимиру Леніну   |                   | 22 лютого 2014 | При вході до Жмеринської дирекції Південно-Західної залізниці   |      | Погруддя радянському партфункціонеру, революціонеру Володимиру Леніну.                                                                            |
| Пам'ятник Максимові Горькому |                   | 2022           | Жмеринський міський парк культури та відпочинку ім. М. Горького |      | Пам'ятник радянському письменнику Максиму Горькому. Демонтований в рамках деколонізації після початку широкомасштабного російського вторгнення.   |
| Пам'ятник Олександру Пушкіну |                   | 2022           | Жмеринський міський парк культури та відпочинку ім. М. Горького |      | Пам'ятник російському письменнику Олександру Пушкіну. Демонтований в рамках деколонізації після початку широкомасштабного російського вторгнення. |